# Münzkirchen
Münzkirchen è un comune austriaco di 2 575 abitanti nel distretto di Schärding, in Alta Austria; ha lo status di comune mercato (Marktgemeinde).